# یواس‌اس دنیس جی باکلی (دی‌ای-۵۵۳)
یواس‌اس دنیس جی باکلی (دی‌ای-۵۵۳) (به انگلیسی: USS Dennis J. Buckley (DE-553)) یک کشتی بود که طول آن 306 ft (93 m) بود.